# Игнатьев, Алексей Алексеевич
Граф Алексе́й Алексе́евич Игна́тьев (17 февраля (1 марта) 1877 — 20 ноября 1954) — русский и советский военный деятель, дипломат, советник руководителя НКИД, писатель
. Генерал-майор Российской республики (1917). Генерал-лейтенант РККА (1943).
Из рода Игнатьевых, сын генерала А. П. Игнатьева и княжны С. С. Мещерской. Начал службу в Кавалергардском полку, участвовал в русско-японской войне. После революции перешёл на советскую службу, опубликовал мемуары «Пятьдесят лет в строю», много раз переиздававшиеся.

## Биография

Могила А. А. Игнатьева на Новодевичьем кладбище Москвы

В 1894 году — окончил Владимирский Киевский кадетский корпус, переведён в специальные классы Пажеского Его Величества корпуса.
В 1896 году — окончил Пажеский Его Величества корпус и выпущен корнетом в Кавалергардский Ея Величества полк. Поручик (1900).
1902 год — окончил Николаевскую академию Генерального штаба по 1-му разряду. Штабс-ротмистр гвардии с переименованием в капитаны ГШ.
В 1902—1903 годах — прикомандирован к Офицерской кавалерийской школе для изучения технической стороны кавалерийского дела.
В 1903—1904 годах — командир эскадрона в лейб-гвардии Уланском Ея Величества полку.
Участник Русско-японской войны. С февраля 1904 года по август 1905 года — помощник старшего адъютанта управления генерал-квартирмейстера Маньчжурской армии. С ноября 1904 года по май 1905 года — обер-офицер для делопроизводства и поручений управления генерал-квартирмейстера штаба Главнокомандующего на Дальнем Востоке. С августа по декабрь 1905 года — исполняющий должность старшего адъютанта управления генерал-квартирмейстера 1-й Маньчжурской армии.
С декабря 1905 года по май 1907 года — обер-офицер для особых поручений при штабе Гвардейского корпуса. С 22 апреля 1907 года — подполковник. С мая 1907 года по январь 1908 года — штаб-офицер для особых поручений штаба 1-го армейского корпуса.
С 1908 года военный агент в Дании, Швеции и Норвегии. Полковник (ст. 6 декабря 1911). Там наладил разведывательную работу прежде всего против Германии и Австро-Венгрии, поскольку в этих странах власти работу российских военных атташе практически парализовали; в отношении же самой Швеции его работа ограничивалась контролем за германско-шведским сближением и сотрудничеством.
В 1912—1917 — военный агент во Франции; одновременно представитель русской армии при французской главной квартире. Во время Первой мировой войны руководил размещением военных заказов во Франции и поставкой их в Россию. Одним из его помощников в этот период был М. М. Костевич. Представлял Россию на первой межсоюзнической конференции держав Антанты в Шантильи в июле 1915 года, участвовал как член российской делегации и в ряде последующих конференций 1915—1916 годов.
После Октябрьской революции перешёл на сторону Советской власти, оставался во Франции. В 1925 году передал советскому правительству денежные средства, принадлежавшие России (225 млн франков золотом) и вложенные на его имя во французские банки. За эти действия был подвергнут бойкоту со стороны эмигрантских организаций. Был исключён из товарищества выпускников Пажеского корпуса и офицеров Кавалергардского полка. Под воззванием, призывавшим к суровому суду над ним как отступником, подписался родной брат, П. А. Игнатьев.
Работал в советском торговом представительстве в Париже. В 1937 году вернулся в СССР. Служил в Красной армии, работал в военных учебных заведениях: инспектор и старший инспектор по иностранным языкам Управления военно-учебных заведений РККА, начальник кафедры иностранных языков Военно-медицинской академии. В 1940 году принят в Союз писателей СССР. С октября 1942 года — старший редактор военно-исторической литературы Военного издательства НКО СССР. В годы Великой Отечественной войны вёл также активную публицистическую деятельность, в том числе в шведской прессе для противодействия нацистской пропаганде. Был инициатором создания в 1943 году кадетского корпуса в Москве (Сталин одобрил предложение и назвал училище Суворовским). В том же году инициировал возвращение погон в действующую армию.
В 1947 году вышел в отставку. Автор воспоминаний «Пятьдесят лет в строю».
Был женат первым браком на Елене Владимировне Охотниковой (1888—1975), дочери шталмейстера Владимира Николаевича Охотникова и княжны Александры Петровны Трубецкой, внучке княгини Елизаветы Эсперовны Трубецкой, после смерти которой Охотниковы унаследовали имение Елизаветино. После развода в 1918 году женился на балерине Наталье Владимировне Трухановой.
Умер в Москве. Похоронен на Новодевичьем кладбище (3 участок 63 ряд).

## Предки
Принадлежал к старинному аристократическому роду Игнатьевых — сын генерала А. П. Игнатьева и княжны С. С. Мещерской, внук графа Павла Николаевича Игнатьева (председателя Комитета Министров), племянник Николая Павловича Игнатьева,

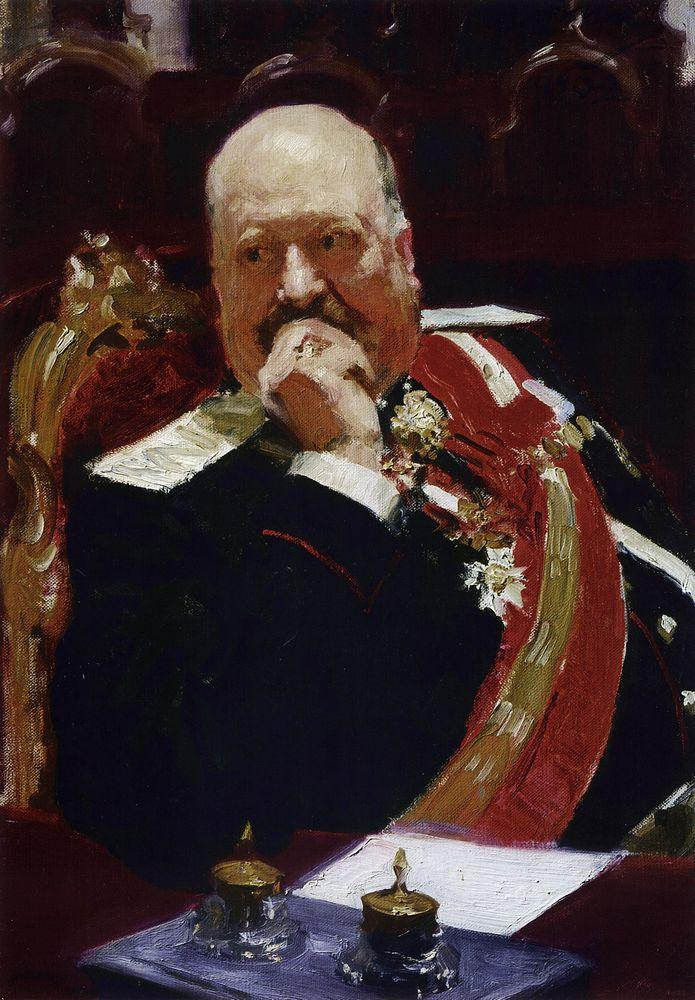
Отец А. А. Игнатьева — граф А. П. Игнатьев на полотне работы И. Е. Репина (1902)

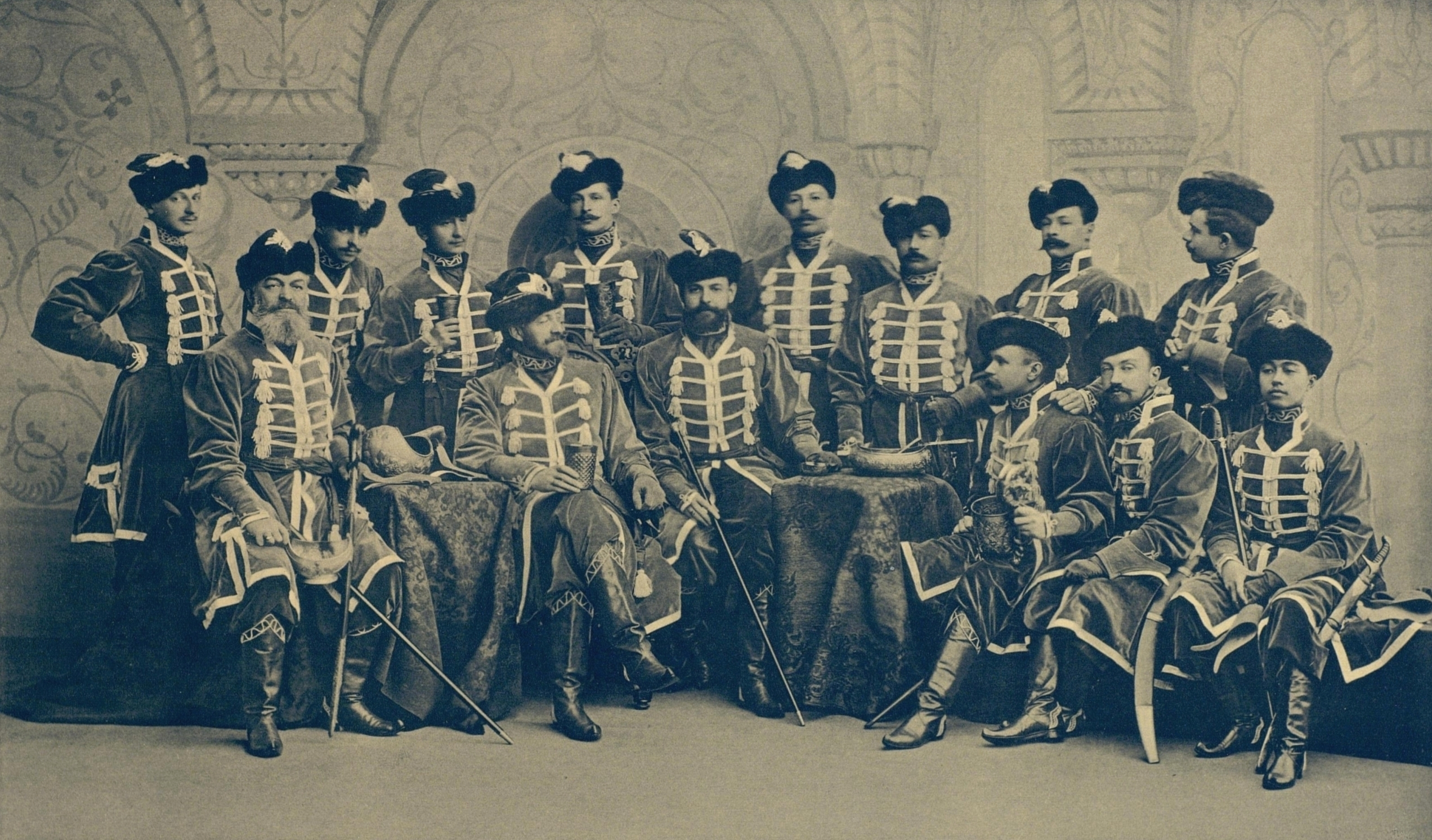
Игнатьев на Костюмированном балу 1903 года в группе офицеров лейб-гвардии Гусарского Его Величества полка

## Военные чины и воинские звания
- 12.08.1896 — корнет[11]
- 12.08.1900 — поручик

Мемориальная доска Игнатьеву А. А. в Москве на Лубянском проезде

- 28.05.1902 — штаб-ротмистр гвардии с переименованием в капитаны Генерального штаба
- 22.04.1907 — подполковник
- 06.12.1911 — полковник
- 11.09.1917 — генерал-майор[12]
- 25.10.1937 — комбриг[13]
- 04.06.1940 — генерал-майор[14]
- 29.08.1943 — генерал-лейтенант[15]

## Награды
- Орден Святой Анны 4 степени с надписью «За храбрость» (ВП 10.08.1904)
- Орден Святого Станислава 3 степени с мечами и бантом (1905)
- Орден Святого Владимира 4 степени с мечами и бантом (ВП 18.06.1906)
- Орден Святого Станислава 2 степени с мечами (1906)
- Орден Святой Анны 2 степени (1908)
- Орден Святого Владимира 3 степени (ВП 6.12.1914)
- Высочайшее благоволение (ВП 22.03.1915)
- Медаль «За победу над Германией в Великой Отечественной войне 1941—1945 гг.» (1945)
- Юбилейная медаль «XX лет Рабоче-Крестьянской Красной Армии» (1938)
- Кавалерский крест ордена Почетного Легиона (Франция)
- Командорский крест ордена Почетного Легиона (Франция)
- Орден Данеброг степени командора (Дания)
- Орден Железной короны (Австро-Венгрия)
- Орден Звезды Румынии степени офицера (Румыния)
- Орден Святого Олафа (Норвегия)

## В воспоминаниях современников
Становлюсь свидетелем такой сцены. Очередь длинная, сердитая. Где-то в конце её мается раненый на костыле, с ногой, замотанной бинтом. А впереди, уже у самой кассы, какой-то очень представительный, пожилой генерал-лейтенант, на котором форма выглядит как-то подчёркнуто шикарно. Раненый беспокоится, срок увольнения кончается. Ему и надо-то всего четвертинку. Из госпиталя выписывается дружок. Вот сложились помаленьку — надо же угостить на прощание, — апеллирует он к очереди. Всего на час увольнительная. Очередь молчит, и кто-то ядовито произносит: «Тут всем некогда». Тогда генерал-лейтенант поворачивается, от самой кассы идёт к раненому и говорит:
— Будьте добры — вставайте вместо меня.
Обрадованный раненый вприпрыжку бежит к кассе. Очередь поражённо молчит. Потом раздаются робкие голоса, призывающие генерала пройти вперёд. Он остаётся на месте раненого терпеливый, спокойный, знающий себе цену. Обращение к нему звучит настойчивее, и он говорит чуть-чуть картавя:
— Раненый воин требует особого уважения, а мне не к спеху… Я ведь в запасе.
…
Рассказываю гостям [ Александру Фадееву и его жене Ангелине Степановой] вчерашнюю сцену в очереди — о раненом и генерал-лейтенанте. Слушает сначала недоверчиво. Потом вдруг спрашивает:

— Этот генерал грассировал?

— Грассировал.

— Высокий? Седой? Прямой?

— Правильно…

— И ноги переставлял, будто они у него не гнутся?

— Верно…

— Лина, я знаю, кто это был…

— И я тоже, — улыбается его жена. — Алексей Алексеевич.

— Верно, Игнатьев. Наш коллега. «Пятьдесят лет в строю»! — и весело рассыпает своё «ха-ха-ха…» — Граф Игнатьев.— Б. П. Полевой. В конце концов. — М.: Советская Россия, 1969. — С. 346, 352. — 415 с. — 85 000 экз.

## В кинематографе
- Художественный фильм «Кромовъ» А. Разенкова, Россия, 2009; по мотивам повести В. Б. Ливанова «Богатство военного атташе» (1985). В роли Кромова (Игнатьев является прототипом героя) — Владимир Вдовиченков.

## Архив
Обширный фонд А. А. Игнатьева хранится в Российском государственном архиве литературы и искусства и насчитывает 1747 единиц хранения за 1878—1956 гг. Основу фонда составляют рукописи воспоминаний, статей, очерков и заметок; переписки; записные книжки; биографические материалы; рукописи жены — Н. В. Трухановой, а также материалы, посвящённые ей.